# WWE New Year's Revolution
New Year's Revolution là một sự kiện pay-per-view được tổ chức hàng năm bởi World Wrestling Entertainment.Nó là sự kiện  đầu tiên trong 2 sự kiện pay-per-view được WWE tổ chức vào tháng 1(chương trình còn lại là Royal Rumble).Từ 2005-2007,sự kiện này được dành riêng cho chương trình RAW.

### 2007
New Year's Revolution 2007 tổ chức vào ngày 7 tháng 1 2007 tại Kemper Arena ở Kansas City, Missouri. Khẩu hiệu của sự kiện lần này là "The Revolution Continues..."("Vòng quay vẫn tiếp diễn"). Đây là sự kiện PPV cuối cùng dành riêng cho RAW.
- Jeff Hardy đánh bại Johnny Nitro (vớiMelina) trong trận đấu trong lồng sắt (Steel cage match) để giữ lại đai WWE Intercontinental Championship (14:41)
  - Hardy thắng bằng việc thoát khỏi lồng sắt.
- Cryme Tyme (JTG và Shad Gaspard) đánh bạiThe Highlanders (Robbie và Rory), The World's Greatest Tag Team (Shelton Benjamin và Charlie Haas), Jim Duggan và Super Crazy, và Lance Cade và Trevor Murdoch trong trận Tag Team Turmoil match (18:14)
  - Benjamin hạ Robbie sau đòn Superplex (5:02)
  - Haas hạ Super Crazy với đòn Bridging back suplex (7:30)
  - Murdoch hạ Haas sau khi Cade đánh Haas bằng đòn Diving elbow drop (11:51)
  - Gaspard hạ Cade sau đòn G9 để giành quyền thách đấu đai World Tag Team Championship  (18:14)
- Kenny Dykstra đánh bại Ric Flair (9:59)
  - Dykstra hạ Flair với đòn inside cradle sau một cú đập nhẹ.
- Mickie James đánh bại Victoria để giữ lại đai WWE Women's Championship (6:49)
  - James hạ Victoria sau đòn Spinning DDT.
  - Trong lúc trận đấu diễn ra, Melina cố gắng giúp đỡ Victoria nhưng bị ngăn cản bởi Candice Michelle và Maria.
- World Tag Team Champions Rated-RKO (Edge và Randy Orton) đánh với D-Generation X (Triple H và Shawn Michaels) trong trận đấu kết thúc mà không có kết quả (23:20)
  - Trọng tài cho trận đấu kết thúc khi Triple H bất ngờ bị chấn thương đùi khi anh tấn công Randy Orton bằng đòn Spinebuster.
- Chris Masters defeated Carlito (w/Torrie Wilson) (5:58)
  - Masters hạ Carlito trong khi đang nắm quần anh ta.
- John Cena đánh bại Umaga (với Armando Alejandro Estrada) để giữ lại đai WWE Championship (17:16)
  - Cena hạ Umaga với đòn r
oll-up (móc từ đằng sau).